# Andrea Tiberi
Andrea Tiberi (Torino, 15 november 1985) is een Italiaanse mountainbiker.

## Carrière
Tiberi's eerste professionele wedstrijd was in 2007 toen hij voor het eerst deelnam aan de Wereldbeker mountainbike. Binnen deze beker speelde hij zijn eerste wedstrijd op 22 april 2007 in Houffalize, België. Deze wedstrijd reed hij echter niet uit. In datzelfde jaar reed hij ook het Wereldkampioenschap mountainbike U23.

## Deelnames

### 2007
- Wereldkampioenschap Cross Country ( Fort William) - DNF
- Wereldbeker Cross Country - 67ste
  - #1  Houffalize - DNF
  - #2  Offenburg - DNF
  - #3  Champéry - DNF
  - #6  Maribor - 67ste

### 2008
- Wereldkampioenschap Cross Country ( Val di Sole) - 19de
- Wereldbeker Cross Country
  - #2  Offenburg - 97ste
  - #4  Vallnord - 56ste
  - #9  Sladming - 21ste

### 2009
- Wereldbeker Cross Country
  - #1  Pietermaritzburg - 32ste
  - #2  Offenburg - DNF
  - #3  Houffalize - 27ste
  - #4  Madrid - 66ste
  - #7  Champéry - 68ste

### 2010
- Wereldkampioenschap Cross Country ( Mont-Sainte-Anne) - 51ste
- Wereldbeker Cross Country - 83ste
  - #1  Dalby Forest - 61ste
  - #2  Houffalize - 75ste
  - #3  Offenburg - 50ste
  - #4  Champéry - DNF
  - #5  Val di Sole - 54ste

### 2011
- Wereldkampioenschap Cross Country ( Champéry) - 45ste
- Wereldbeker Cross Country - 63ste
  - #1  Pietermaritzburg - 78ste
  - #6  Nove Mesto na Morave - 32ste
  - #7  Val di Sole - 41ste

### 2012
- Wereldkampioenschap Cross Country ( Saalfelden) - 30ste
- Wereldbeker Cross Country - 61ste
  - #1  Pietermaritzburg - 54ste
  - #2  Houffalize - 84ste
  - #3  Nove Mesto na Morave - 40ste
  - #4  La Bresse - 40ste
  - #5  Val d'Isère - 37ste
- Europees kampioenschap Cross Country ( Moskou) - 15de
- Italiaans nationaal kampioenschap Cross Country -

### 2013
- Wereldkampioenschap Cross Country ( Pietermaritzburg) - 29ste
- Wereldbeker Cross Country - 28ste
  - #1  Albstadt - 50ste
  - #2  Nove Mesto na Morave - 22ste
  - #3  Val di Sole - 13de
  - #4  Vallnord - 20ste
  - #5  Hafjell - 23ste
- Europees kampioenschap Cross Country ( Bern) - 20ste
- Italiaans nationaal kampioenschap Cross Country -

### 2014
- Wereldkampioenschap Cross Country ( Hafjell) - 13de
- Wereldbeker Cross Country - 20ste
  - #1  Cairns - 19de
  - #2  Nove Mesto na Morave - 9de
  - #3  Albstadt - 39ste
  - #4  Mont-Sainte-Anne - 20ste
  - #5  Windham - 20ste
  - #6  Méribel - 27ste
- Europees kampioenschap Cross Country ( St. Wendel) - 27ste
- Italiaans nationaal kampioenschap Cross Country -

### 2015
- Wereldbeker Cross Country 
  - #1  Nove Mesto na Morave - 7de
  - #2  Albstadt - 16de
  - #3  Lenzerheide - 20ste
- Europese Spelen ( Bakoe) - DNF
- Italiaans kampioen